# Джеймс Пол Муді
Джеймс Пол Муді (англ. James Paul Moody; 21 серпня 1887, Скарборо — 15 квітня 1912, «RMS Titanic») — англійський морський офіцер, був шостим корабельним офіцером «Титаніка» під час його єдиного рейсу. Загинув у ніч катастрофи лайнера. Єдиний загиблий молодший офіцер з екіпажу судна.

## Біографія
Джеймс Муді народився 21 серпня 1887 року в Скарборо, Англія, в сім'ї Джон Генрі Муді та Евелін Луїс Ламмін. У 14-річному віці вперше вийшов у море і взяв участь у навігаційному навчанні моряків на судні «HMS Конуей», у Беркенгеді. Пізніше пройшов навчання в морехідній школі короля Едуарда VII у Лондоні, де у квітні 1911 року отримав сертифікат магістра. У тому ж році Муді розпочав службу в компанії «White Star Line», де разом Чарльзом Лайтоллером був призначений на лайнер «RMS Oceanic». У 1912 році, у 24-річному віці, переведений на «Титанік».

### Служба на «Титаніку»
Служба на «Титаніку» розпочалася для Муді із Белфаста, куди він прибув після призначення. Під час зіткнення судна з айсбергом ніс вахту разом з Вільямом Мердоком. Перед зіткненням особисто прийняв повідомлення про айсберг прямо по курсу судна. Під час евакуації пасажирів був залучений до рятувальної операції. При завантаженні шлюпки № 14 п'ятий офіцер Гарольд Лоу запропонував Муді сісти в неї, однак він відмовився і поступився місцем старшому офіцеру.
Загинув в результаті катастрофи «Титаніка» 15 квітня 1912 року. Його тіло якщо і було знайдено, залишилося непізнаним.